# Astroloma epacridis
Astroloma epacridis là một loài thực vật có hoa trong họ Thạch nam. Loài này được (DC.) Druce mô tả khoa học đầu tiên năm 1916.